# Kościół św. Michała Archanioła w Jabłkowie
Kościół św. Michała Archanioła w Jabłkowie – rzymskokatolicki kościół parafialny znajdujący się we wsi Jabłkowo w powiecie wągrowieckim w gminie Skoki.

## Historia

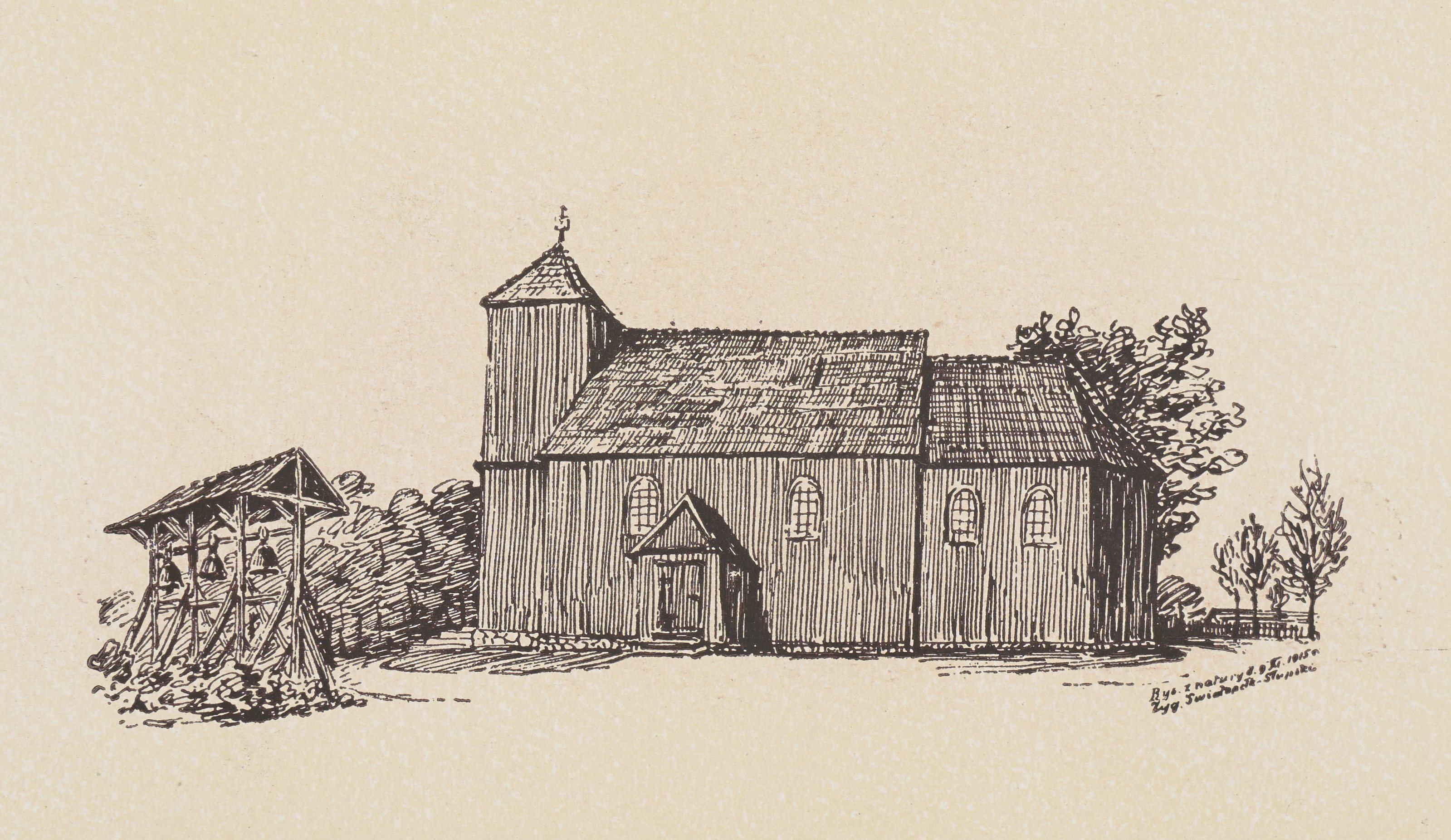
Widok kościoła przed 1917

Świątynia zbudowana w 1754 r. z fundacji Ludwika Dorpowskiego, właściciela wsi, na miejscu poprzedniej, zniszczonej przez pożar. Restaurowana w 1960 r., kiedy to powstała polichromia wnętrza.

## Architektura
Jest to budowla orientowana, o konstrukcji zrębowej, oszalowana. Jednonawowa z węższym, zamkniętym trójbocznie prezbiterium, dachy pokryte dachówką. Od strony zachodniej wieża konstrukcji słupowej, od północy zakrystia, od południa niewielka kruchta.
Przy kościele dzwonnica z 1754 r., na przykościelnym cmentarzyku – murowany grobowiec Brzeskich – właścicieli wsi w XIX w.

## Wyposażenie
Barokowy ołtarz główny z XVIII w. z obrazem św. Michała Archanioła. Rokokowe ołtarze boczne z 2 poł. XVIII w. – lewy Maryi Panny Niepokalanej, prawy świętego Antoniego.
Na belce tęczowej umieszczono gotycki krucyfiks z 1 poł. XV w. oraz daty 1754 i 1960.